# 63156 Yicheon
63156 Yicheon este un asteroid din centura principală de asteroizi.

## Descriere
63156 Yicheon este un asteroid din centura principală de asteroizi. A fost descoperit pe 5 decembrie 2000 la Bohyunsan de Young-Beom Jeon și Byung-Chol Lee. Asteroidul prezintă o orbită caracterizată de o semiaxă mare de 3,12 ua, o excentricitate de 0,10 și o înclinație de 10,5° în raport cu ecliptica.